# Lijst van projecten van Pierre Cuypers
Dit is een lijst van projecten van de Nederlandse architect Pierre Cuypers.
| Foto                     | Naam                                                        | Functie                       | Type                                                | Bouwperiode                                         | Locatie                                                           | Stijl               | Verdere bijzonderheden |
| ------------------------ | ----------------------------------------------------------- | ----------------------------- | --------------------------------------------------- | --------------------------------------------------- | ----------------------------------------------------------------- | ------------------- | --- |
|                          |                                                             | Muziektent                    | Nieuwbouw                                           | 1847                                                | Roermond, St. Jacob                                               | Neogotisch          | Bestaat niet meer |
|                          |                                                             | Grafmonumenten en grafkapel   | Nieuwbouw                                           | 1848, 1853, 1863, 1865 en 1886                      | Kranenburg, Ruurloseweg                                           |                     | |
|                          |                                                             | Woonhuis                      | Verbouwing                                          | 1850                                                | Roermond, Varkensmarkt                                            |                     | Bestaat niet meer |
|                          |                                                             | Veerhuis                      | Nieuwbouw                                           | ~1850                                               | Roermond, Maaskade                                                |                     | Bestaat niet meer |
|                          | Kasteel de Walborg                                          | Toilettorentje                | Aanbouw                                             | ~1850                                               | Stevensweert                                                      |                     | Rond de Tweede Wereldoorlog in verval geraakt, ruïne in 1992 opgeruimd.                                                              |
|                          |                                                             | Pastorie                      | Nieuwbouw                                           | 1850                                                | Venray                                                            |                     | Bestaat niet meer |
|                          | Cuypershuis Roermond                                        | Woonhuis en Werkplaatsen      | Nieuwbouw                                           | 1850-53                                             | Roermond, Andersonweg 2-8                                         |                     | Eigen huis. Tegenwoordig onderdeel van het Stedelijk Museum Roermond. H. Copijn (tuin). in 1932 verbouwd door J. Cuypers en J. Stuyt |
|                          | Onze Lieve Vrouwe Munsterkerk                               | Kerk                          | Restauratie en decoratie                            | 1850-55 en 1863-84                                  | Roermond, Munsterplein 1-3                                        | Neogotisch          | Met Henri Cuypers (polychromie) en J.H. Leeuw (beelden).                                                                             |
|                          |                                                             | Woonhuis                      | Nieuwbouw                                           | 1851                                                | Roermond, Swalmerstraat 49                                        |                     | |
|                          | Kloosterboerderij Heibloem                                  | Graanschuur en Paardenstal    | Nieuwbouw                                           | 1852                                                | Heibloem Heijthuizen                                              |                     | Op het terrein van het Alysiusgesticht.                                                                                              |
|                          |                                                             | Woonhuis                      | Nieuwbouw                                           | 1852                                                | Roermond, Roersingel 4-6                                          |                     | |
|                          |                                                             | Stadhuis van Roermond         | Restauratie en interieurdecoratie                   | 1852                                                | Roermond, Markt 31                                                |                     | Met hulp van H. Cuypers, J. Cuypers en J. Stienon                                                                                    |
|                          |                                                             | Pastorie                      | Nieuwbouw                                           | 1852                                                | Veghel, Deken van Miertstraat 2                                   |                     | Bestaat niet meer |
|                          | Sint-Landricuskerk                                          | Kerk                          | Restauratie, decoratie en aanbouw                   | 1852-53 en 1872-73                                  | Echt, Plats 15                                                    |                     | De grote verbouwing en aanbouw was in 1872-73. Toren beschadigd in WO2 en nadien voorzien van een andere bovenbouw.                  |
|                          | H.H. Monulphus en Gondulphus                                | Kerk                          | Nieuw hoofdaltaar                                   | 1853                                                | Berg en Terblijt, Rijksweg bij 71                                 |                     | Bestaat niet meer |
|                          | Bovenkerk of Sint-Nicolaaskerk                              | Kerk                          | Restauratieplan, restauratieadviezen en decoratie   | 1853, 1880-1902, 1909                               | Kampen, Koornmarkt 28                                             |                     | |
|                          | Sint-Martinuskerk                                           | Kerk                          | Nieuwbouw en decoratie                              | 1853-1959                                           | Maastricht, Wyck, Rechtstraat 2                                   | Neogotisch          | |
|                          | Sint-Salvatorkerk                                           | Kerk                          | Nieuwbouw en decoratie                              | 1853-1954                                           | Oeffelt, Kerkplein 3                                              |                     | In 1944 verwoest. |
|                          | Jachthuis Graeterhof                                        | Jachthuis                     | Nieuwbouw                                           | 1853-1957                                           | Boukoul, Graeterweg 23                                            |                     | |
|                          | Sint- Christoffelkathedraal                                 | Kathedraal                    | Restauratie, decoratie en nieuwbouw sacristie       | 1853, 1871, 1893-1895, 1907                         | Roermond, Grote Kerkstraat                                        |                     | |
|                          | Abdijgebouwen en de Abdijkerk Rolduc                        | Abdij                         | Restauratie en decoratie                            | 1853, 1891-1902                                     | Kerkrade, Heyendallaan 82                                         |                     | |
|                          | Landhuis Aerwinkel                                          | Landhuis                      | Nieuwbouw                                           | 1854                                                | Posterholt, Burgemeester Gerardtstraat 51                         | Neogotisch          | |
|                          | School voor de zusters van liefde                           | School                        | Nieuwbouw                                           | 1854                                                | Roermond, Kloosterwondstraat                                      |                     | Bestaat niet meer |
|                          |                                                             | Preekstoel                    | Maak                                                | 1855                                                | Voor de Wereldtentoonstelling in Parijs, 1855                     |                     | Kwam daarna in de Walburgiskerk in Arnhem. Bestaat niet meer.                                                                        |
|                          | Nieuwe Sint-Lambertuskerk                                   | Kerk                          | Nieuwbouw                                           | 1855-1862                                           | Veghel, Deken van Miertstraat 2                                   | Neogotisch          | |
|                          | Onze Lieve Vrouw Onbevlekt Ontvangen                        | Kerk                          | Nieuwbouw                                           | 1855, 1860-1861                                     | Pey, Kerkstraat 1                                                 |                     | |
|                          | Jerusalem                                                   | Klooster                      | Nieuwbouw                                           | 1855, 1863, 1888-1889 en 1917                       | Venray                                                            |                     | Bestaat niet meer |
|                          | Sint-Antoniuskerk                                           | Kerk                          | Nieuwbouw                                           | 1855-1856 en 1871                                   | Kranenburg, Ruurloseweg 101-103                                   |                     | |
|                          |                                                             | Koetshuis                     | Nieuwbouw                                           | ~1856                                               | Kranenburg, Ruurloseweg                                           |                     | |
|                          | Sint-Servatiuskerk                                          | Kerk                          | Decoratie                                           | 1856                                                | Schijndel, Vicaris van Alphenstraat 16                            |                     | |
|                          | Kerk van het Kruisherenklooster                             | Kerk                          | Restauratie en decoratie                            | 1856-1858                                           | Sint-Agatha, Kloosterlaan 22-26                                   |                     | |
|                          |                                                             | Liefdadigheidsgesticht        | Nieuwbouw                                           | 1856, 1896                                          | Deurne                                                            |                     | |
|                          | Recollectenkerk                                             | Kerk                          | Decoratie. Ontwerp hoogaltaar.                      | 1857                                                | Eupen                                                             |                     | |
|                          | Gemeentehuis Stevensweert                                   | Gemeentehuis met school       | Nieuwbouw                                           | 1857                                                | Stevensweert, Jan van Steffesplein 1                              |                     | Later door J. Cuypers en P. Cuypers jr. verbouwd.                                                                                    |
|                          | Sint-Lambertuskerk                                          | Kerk                          | Restauratie, Nieuwbouw, Decoratie en Aanbouw        | 1857-1859                                           | Haelen, Kerkplein 13                                              |                     | |
|                          | Sint-Willibrorduskerk                                       | Kerk                          | Nieuwbouw                                           | 1857-1860, 1890                                     | Demen, Maasdijk 69                                                |                     | |
|                          | Kerk van het Onbevlekt Hart van Maria                       | Kerk                          | Meubilair en decoratie                              | 1858                                                | Amsterdam, Keizersgracht 220                                      |                     | |
|                          | Kerk Sint Petrus'Banden                                     | Kerk                          | Nieuw hoofdaltaar                                   | ~1858                                               | Gilze, Kerkstraat 116                                             |                     | |
|                          | Sint-Ignatiuskerk                                           | Kerk                          | Restauratie 15e-eeuws koor en nieuw hoofdaltaar     | 1858                                                | Nijmegen, Molenstraat 37                                          |                     | Vervangen door nieuwe kerk. |
|                          | Oude Kerkhof                                                | Kerkhof                       | Herinrichting kerkhof                               | 1858                                                | Roermond, Weg langs het Kerkhof                                   |                     | |
|                          | Dominicanenklooster                                         | Klooster en kapel             | Nieuwbouw, aanbouw en decoratie                     | 1858                                                | Huissen, Kloosterlaan 1                                           |                     | |
|                          | Grafmonument van de familie Cuypers                         | Grafmonument                  | Nieuwbouw                                           | 1858, 1898                                          | Roermond, Oude Kerkhof, Weg langs het Kerkhof                     | Neogotisch          | Graf is rijksmonument |
|                          | Sint-Gertrudiskerk                                          | Kerk                          | Nieuwbouw en decoratie                              | 1858-1859                                           | Jabeek, Dorpstraat 34                                             |                     | |
|                          |                                                             | Piano en Muzziekkast          | Ontwerp                                             | 1858-1859                                           |                                                                   |                     | Voor Antoinette Alberdingk Thijm |
|                          | Sint-Catharinakerk                                          | Kerk                          | Nieuwbouw en decoratie                              | 1858-1882                                           | Eindhoven, Stratumseind 2                                         |                     | |
|                          | Pastorie Swalmen                                            | Pastorie                      | Nieuwbouw                                           | 1859                                                | Swalmen                                                           |                     | |
|                          | Sint-Petruskerk                                             | Kerk                          | Nieuwbouw                                           | 1859 (ontwerp), 1868, 1874-1878 (bouw) 1890 (toren) | Baarlo, Markt 2                                                   |                     | In november 1944 opgeblazen |
|                          | Kerk Sint Petrus' Banden                                    | Kerk                          | Restauraties                                        | 1859, 1869, 1890-1914                               | Oirschot, Markt 2                                                 |                     | Restauraties Cuypers verdwenen |
|                          | Onze-Lieve-Vrouwekerk                                       | Kerk                          | Transept                                            | 1859 en 1905                                        | Rotterdam, Wijnhaven                                              |                     | transept vlak na 1900 afgebroken |
|                          | Sint-Laurentiuskerk                                         | Kerk en pastorie              | Nieuwbouw en decoratie                              | 1859-1860 en 1877                                   | Alkmaar, Verdronkenoord 7-8                                       |                     | |
|                          | Sint-Petrus en Pauluskerk                                   | Kerk                          | Nieuwbouw en decoratie                              | 1859-1865                                           | Ulft, J.F. Kennedyplein                                           |                     | Bestaat niet meer |
|                          | Archiefkast Cuypers                                         | Archiefkast                   | Ontwerpen                                           | 1860                                                |                                                                   |                     | |
|                          | Sint Elisabethkerk                                          | Kerk                          | Schilderingen                                       | 1860, 1862, 1904-1906                               | Grave, Hoofdwagt 1                                                |                     | |
|                          | Sint Barbarakerk                                            | Kerk                          | Nieuwbouw                                           | 1860, 1866-1869 en 1907                             | Breda, Prinsenkade                                                |                     | Bestaat niet meer |
|                          | Sint-Matthiaskerk                                           | Kerk                          | Restauratie                                         | 1860 en 1889                                        | Maastricht, Boschstraat 99                                        |                     | |
|                          | Grote Kerk                                                  | Kerk                          | Restauratie                                         | 1860-1863, 1876, 1880-1881, 1902-1918               | Breda, Torenstraat 20                                             |                     | |
|                          | Posthoornkerk                                               | Kerk en pastorie              | Nieuwbouw                                           | 1860-1863 en 1886-1889                              | Amsterdam, Haarlemmerstraat 126-128                               |                     | |
|                          | Sint Dominicuskerk                                          | Kerk en pastorie              | Nieuwbouw                                           | 1861-1866                                           | Alkmaar, Laat 126a                                                |                     | Bestaat niet meer |
|                          | Sint-Petrus' Stoel van Antiochiëkerk                        | Kerk                          | Restauratie toren                                   | 1861                                                | Sittard, Kerkplein 1                                              |                     | |
|                          | Basiliek van de H.H. Agatha en Barbara                      | Basiliek                      | Nieuwbouw                                           | 1861-1892                                           | Oudenbosch, Markt 57                                              |                     | Voorgevel Van Swaaij |
|                          | Sint Petrus' Bandenkerk                                     | Kerk                          | Restauratie en Aanbouw                              | 1861-1882 1896                                      | Venray, Grote Markt 24                                            |                     | Ingrepen niet meer zichtbaar |
|                          | Sint Nicolaaskerk                                           | Kerk                          | Brandrestauratie                                    | 1862                                                | Broekhuizen, Hoogstraat 21                                        |                     | Verdwenen |
|                          | Basisschool                                                 | Basisschool                   | Nieuwbouw                                           | 1862                                                | Sevenum                                                           |                     | In 1892 vervangen |
|                          | Sint Gertrudiskerk                                          | Kerk                          | Restauratie en aanbouw                              | 1862-1866                                           | Lottum                                                            |                     | Bestaat niet meer |
|                          | Johannes de Doperkerk                                       | Kerk                          | Restauratie en decoratie                            | 1862-1899                                           | Nieuwstadt                                                        |                     | Bestaat niet meer |
|                          | Sint-Servaasbasiliek                                        | Basiliek                      | Restauratie en decoratie                            | 1858-1908                                           | Maastricht                                                        |                     | Grotendeels verloren |
|                          | Kasteel Frymerson                                           | Kasteel                       | Aanbouw                                             | 1855-1863                                           | Sint Odiliënberg, Frymerson                                       |                     | |
|                          | Rijksmuseumgebouw                                           | Museum                        | Nieuwbouw                                           | 1863 (ontwerp) 1876-1916                            | Amsterdam, Stadhouderskade 42                                     |                     | |
|                          | Directeursvilla Rijksmuseum                                 | Woning                        | Nieuwbouw                                           | 1883                                                | Amsterdam, Hobbemastraat 21                                       |                     | |
|                          | Teekenschool Rijksmuseum                                    | school                        | Nieuwbouw                                           | 1890-1891                                           | Amsterdam, Hobbemastraat 25                                       |                     | |
|                          | Bisschopskapel                                              | grafkapel                     | Nieuwbouw                                           | 1887                                                | Roermond                                                          | Neoromaans          | |
|                          | Fragmentengebouw                                            | museum                        | Nieuwbouw                                           | 1890-1897                                           | Amsterdam, Hobbemastraat 19                                       |                     | |
|                          | Sint Gotharduskerk                                          | Kerk                          | Nieuwbouw                                           | 1863-1865                                           | Koningsbosch                                                      |                     | Bestaat niet meer |
|                          | Johannes de Doperkerk                                       | Kerk en pastorie              | Nieuwbouw                                           | 1863-1867                                           | Vlaardingen, Hoogstraat 26                                        |                     | kerk bestaat niet meer, maar toren staat er nog                                                                                      |
|                          | Sint-Vituskerk                                              | Kerk en sacristie             | Nieuwbouw                                           | 1863-1871                                           | Blaricum, Kerklaan 17                                             |                     | |
|                          | Sint-Michaëlstiftkerk                                       | Kerk                          | Aanbouw                                             | 1863-1873                                           | Thorn, Sint Michaëlstraat 7                                       |                     | |
|                          | Gemeenteschool Thorn                                        | School                        | Verbouwing                                          | 1864                                                | Thorn                                                             |                     | |
|                          | Franciscanessenklooster                                     | Klooster en kapel             | Nieuwbouw                                           | 1864, 1869-1878                                     | Veghel, Deken van Miertstraat 8                                   |                     | |
|                          | H.H. Nicolaas en Barbara                                    | Kerk                          | Aanbouw                                             | 1864, 1891 en 1904                                  | Valkenburg, Kerkstraat 18                                         |                     | |
|                          | Sint-Urbanuskerk                                            | Kerk en pastorie              | Nieuwbouw                                           | 1864-1881                                           | Ouderkerk aan de Amstel, Achterdijk 1                             |                     | In sept. 2018 door brand zwaar beschadigd                                                                                            |
|                          | Sint-Willibrorduskerk buiten de Veste                       | Kerk en pastorie              | Nieuwbouw                                           | 1864-1948                                           | Amsterdam, Amsteldijk 36                                          |                     | Bestaat niet meer |
|                          | Leerlooierij de Pelgrim                                     | Leerlooierij                  | Aanbouw                                             | 1865                                                | Amsterdam, Kwakersdijk 8                                          |                     | Bestaat niet meer |
|                          |                                                             | Woonhuis                      | Verbouwing                                          | 1865                                                | Amsterdam, Singel 88                                              |                     | Bestaat niet meer |
|                          | Atelier Leyerhoven                                          | Woonhuis en Atelier           | Aan- en verbouw                                     | 1865                                                | Amsterdam, Vondelstraat 9 en Tesselschadestraat 31                |                     | Bestaat niet meer |
|                          | Devotiealtaar Theodoor Cuypers                              | Gedenkkastje                  | Ontwerp                                             | ~1865                                               |                                                                   |                     | |
|                          | Standbeeld Joost van den Vondel                             | Sokkel                        | Bouw                                                | 1865-1867                                           | Amsterdam, Vondelpark                                             |                     | Beeld van Louis Royer |
|                          | Onze-Lieve-Vrouwekerk                                       | Kerk en pastorie              | Nieuwbouw                                           | 1865-1867                                           | Ospel, O.L. Vrouwestraat 38                                       |                     | |
|                          | Onze-Lieve-Vrouwe Geboortekerk                              | Kerk                          | Decoratie                                           | 1865-1867                                           | Ohé en Laak, Kerkstraat Bij 4                                     |                     | |
|                          | Vondelstraat                                                | Stedenbouwkundig ontwerp      | Ontwerp                                             | 1865-1873                                           | Amsterdam, Vondelstraat                                           |                     | |
|                          | Nederlandsche maatschappij voor Grond-Krediet               | Bankgebouw                    | Verbouwing tot bankgebouw                           | 1866                                                | Amsterdam, Amstelstraat 30                                        |                     | Bestaat niet meer |
| Grafkapel Geradts-Regout | Grafkapel Geradts-Regout                                    | Grafkapel                     | Ontwerp                                             | 1865                                                | Posterholt, begraafplaats                                         |                     | |
|                          | Synagoge                                                    | Synagoge                      | Nieuwbouw                                           | 1866                                                | Eindhoven, Kerkstraat                                             | Eclistisch          | Bestaat niet meer |
|                          | Sint-Aldegundiskerk                                         | Kerk, sacristie en pastorie   | Restauratie kerk en nieuwbouw sacristie en pastorie | 1866-1867                                           | Maasbree, Bij Dorpstraat 25                                       |                     | Bestaat niet meer |
| Melick Kerkhofkapel      | Oude Sint-Andreaskerk                                       | Kerk                          | Nieuwbouw                                           | 1866-1867 en 1882-1884                              | Melick, Kerkberg                                                  |                     | Bestaat niet meer |
|                          | Sint-Dominicuskerk                                          | Kerk                          | Restauratie en aanbouw                              | 1866-1868, 1877, 1879 en 1885                       | Nijmegen, Broerstraat                                             |                     | Bestaat niet meer |
|                          | Sint-Willibrorduskerk                                       | Kerk                          | Nieuwbouw                                           | 1866-1871                                           | Sappemeer, Kleinemeer, Noorderstraat 152                          |                     | |
|                          | Kapel van Mgr. De la Geneste                                | Kapel                         | Nieuwbouw                                           | 1867                                                | Grave                                                             |                     | |
|                          | Sint-Gertrudiskerk                                          | Kerk                          | Aanbouw portaal                                     | 1867                                                | Maasbracht, Hoofdstraat 7                                         |                     | Bestaat niet meer |
|                          | Kapel Ursulinenklosster                                     | Kapel                         | Nieuwbouw                                           | 1867                                                | Posterholt, Hoofdstraat 53                                        |                     | Bestaat niet meer |
|                          | Sint-Petruskerk                                             | Kerk                          | Restauratie                                         | 1867 en 1917-1918                                   | Boxtel, Oude Kerkstraat 20                                        |                     | |
|                          |                                                             | Dubbel woonhuis               | Nieuwbouw                                           | 1867-1870                                           | Amsterdam, Vondelstraat 36-38                                     |                     | |
|                          |                                                             | Dubbel woonhuis               | Nieuwbouw                                           | 1867-1870                                           | Amsterdam, Vondelstraat 40-42                                     |                     | |
|                          | Sint-Lambertuskerk                                          | Kerk                          | Restauratie en aanbouw                              | 1867-1870                                           | Horst, Sint-Lambertusplein 16                                     |                     | Bestaat niet meer |
|                          | Sint-Vituskerk                                              | Kerk en pastorie              | Nieuwbouw                                           | 1867-1871                                           | Blauwhuis, Vitusdyk 27-29                                         |                     | |
|                          | Dominicanenklooster                                         | Klooster                      | Nieuwbouw                                           | 1867-1874                                           | Langenboom, Dominicanenstraat 27                                  |                     | Gedeeltelijk verloren gegaan |
|                          | Sint-Willibrorduskerk                                       | Kerk                          | Nieuwbouw en decoratie                              | 1867-1869, 1870, 1883-1896 en 1903-1904             | Kloosterburen, Hoofdstraat 28                                     | Neogotisch          | |
|                          | Sint-Piusgesticht                                           | Gesticht                      | Aanbouw kapel                                       | 1868                                                | Amsterdam, Kerkstraat 136-138                                     |                     | bestaat niet meer |
|                          | Nieuwe Kerk                                                 | Kerk                          | Adviezen                                            | 1868, 1880-1907                                     | Amsterdam, Dam 12/Nieuwezijds Voorburgwal 143                     |                     | |
|                          | Sint-Vituskerk                                              | Kerk                          | Nieuwe toren                                        | 1868-1870                                           | Well, Grotestraat                                                 |                     | Bestaat niet meer |
|                          | Sint-Jacobus de meerderekerk                                | Kerk                          | Nieuwbouw en decoratie                              | 1868-1873                                           | Bocholtz, Pastoor Neujeanstraat 6                                 |                     | |
|                          | Sint-Antonius van Paduakerk                                 | Kloosterkerk                  | Nieuwbouw en decoratie                              | 1868-1873 en omstreeks 1890                         | Brussel, Artesiëstraat 17-19                                      | Neogotisch          | |
|                          | Sint-Willibrorduskerk                                       | Kerk en pastorie              | Nieuwbouw en decoratie                              | 1868-1884                                           | Ruurlo, Groenloseweg 3                                            | Neogotiek           | |
|                          |                                                             | Winkel met bovenwoning        | Ontwerp en Verbouwing                               | 1869-1872                                           | Amsterdam, Spuistraat/Kalverstraat 25                             |                     | Bestaat niet meer |
|                          | Dominicanenklooster Notre Dame de la Sarte                  | Klooster                      | Nieuwbouw                                           | 1869                                                | Hoei                                                              |                     | |
|                          | Grafmonument Lauweriks                                      | Grafmonument                  | Nieuwbouw                                           | 1869                                                | Kerkhof Rolduc                                                    |                     | |
|                          | Onze-Lieve-Vrouwe-Geboortekerk                              | Kerk                          | Nieuwbouw                                           | 1869                                                | Kessel, Kerkplein 3                                               |                     | |
|                          | Bernardinusgesticht                                         | Gesticht en kapel             | Nieuwbouw                                           | 1869-1870                                           | Veghel                                                            |                     | Bestaat niet meer |
|                          | Sint-Walburgiskerk                                          | Kerk                          | Renovatie                                           | 1875-1876                                           | Netterden                                                         | Neogotisch          | |
|                          | Sint-Urbanuskerk                                            | Kerk                          | Nieuwbouw                                           | 1875-1888                                           | Bovenkerk (Amstelveen), Noorddammerlaan 124                       |                     | In sept. 2018 door brand verwoest |
|                          | Sint-Nicolaaskerk                                           | Kerk                          | Nieuwbouw                                           | 1876-1877                                           | Lutjebroek, P J Jongstraat 45                                     | Neogotisch          | Kruisbasiliek met achthoekige kruising.                                                                                              |
|                          | Reukwaterfontein                                            | Fontein                       | In opdracht                                         | 1876                                                | Wereldtentoonstelling in 1876 in Fairmount Park, Philadelphia, VS |                     | In opdracht van de Koninklijke Arnhemsche Eau de Cologne-fabriek                                                                     |
|                          | Kapel R.K. Kerkhof                                          | Kapel                         | Nieuwbouw                                           | 1879                                                | Groningen, Hereweg                                                | Neogotisch          | |
|                          | verbouwing Willibrordusput                                  | Put                           |                                                     | 1880-1881                                           | Heiloo                                                            |                     | in 1947 weer verwijderd |
|                          | Atjehmonument                                               | Gedenkteken                   | Ontwerp                                             | 1882-1883                                           | Batavia, Wilhelminapark                                           |                     | Uitgevoerd door Bart van Hove. Opgericht in 1898, in 1961 verwijderd.                                                                |
|                          | Sint-Bonifatiuskerk                                         | Kerk                          | Nieuwbouw en decoratie                              | 1882-1884                                           | Leeuwarden, Bonifatiusplein                                       | Neogotisch          | Torenspits tijdens orkaan afgewaaid in 1976, herbouwd in 1979/1980.                                                                  |
|                          | Binnenhoffontein                                            | Fontein                       |                                                     | 1883                                                | Den Haag, Binnenhof                                               | Neogotisch          | Ingezet voor de wereldtentoonstelling in Amsterdam.                                                                                  |
|                          | Herbouw koor Sint-Jan de Doperkerk                          | Kerk                          | Verbouwing                                          | 1884                                                | Hoeven                                                            |                     | Bestaat niet meer |
|                          | Sint-Dominicuskerk                                          | Kerk                          | Nieuwbouw                                           | 1884-1886                                           | Amsterdam, Spuistraat                                             | Neogotisch          | |
|                          | Sint-Augustinuskerk                                         | Kerk                          | Nieuwbouw                                           | 1884-1886                                           | Nijmegen, Augustijnenstraat                                       | Neogotisch          | Sterk beschadigd bij bombardement in 1944, afgebroken in 1947.                                                                       |
|                          | Congregatiekapel (Selimiye Moskee)                          | Kapel (Moskee)                | Nieuwbouw                                           | 1890                                                | Veghel, Mr. van Coothstraat 1                                     | Neogotisch          | Sinds 1981 moskee Turkse gemeenschap Veghel                                                                                          |
|                          | Steenen Coopmanshuys                                        | Woonhuis                      | Restauratie                                         | 1893                                                | Edam, Damplein                                                    |                     | Oudste stenen huis van Edam. Door Cuypers geplaatste ornamenten zijn neogotisch in stijl.                                            |
|                          | Heilig Hart- of Noordhoekse kerk                            | Kerk en pastorie              | Nieuwbouw                                           | 1897-1998                                           | Tilburg, Noordhoekring                                            | Neogotisch          | Misdrijflocatie (in 1900); Rijksmonument; gesloopt in 1976                                                                           |
|                          | Onze-Lieve-Vrouw-Tenhemelopnemingskerk                      | Kerk                          | Verbouwing                                          | 1902                                                | Handel                                                            | Neogotisch          | |
|                          | Schaepmanmonument                                           | Gedenkteken                   | Nieuwbouw                                           | 1908                                                | Driebergen, Hoofdstraat                                           | Neogotisch          | |
|                          | Romeinse Katakomben met Cuypershuisje                       | museum/toeristische attractie | Replica                                             | 1908-1913                                           | Valkenburg aan de Geul                                            | Neogotisch          | Rijksmonument |
|                          | kerk Onze Lieve Vrouw Onbevlekt Ontvangen                   | Kerk                          |                                                     | 1913                                                | Venlo                                                             |                     | |
| Sint-Dionysiuskerk       | Sint-Dionysiuskerk                                          | Kerk                          | restauratie en uitbreiding                          | 1916                                                | Asselt                                                            | Neogotisch          | |
|                          | Kapel van Onze-Lieve-Vrouw van Genooi                       | Kapel                         | uitbreiding                                         | 1917                                                | Venlo                                                             |                     | |
|                          | gedenkteken Thomas a Kempis                                 | Gedenkteken                   |                                                     | 1919                                                | Zwolle                                                            |                     | |
|                          | Pastorie bij Sint-Jacobus de Meerderekerk                   | Pastorie                      | Nieuwbouw                                           | 1877-1878                                           | Den Haag, Willemstraat 60                                         | Neorenaissance      | Gemeentelijk monument |
|                          | Sint-Jacobus de Meerderekerk                                | Kerk                          | Nieuwbouw                                           | 1875-1878                                           | Den Haag, Parkstraat 65a                                          | Neogotiek           | Rijksmonument |
|                          | Ridderzaal van het voormalige Paleis der Graven van Holland | Overheidsgebouw               | Restauratie                                         | 1877                                                | Den Haag, Binnenhof 14                                            | Gotiek en Neogotiek | Restauratie gevels, glas-in-loodramen, portiek, daken en spitsen op torens aan weerszijden voorgevel                                 |

## Niet uitgevoerde projecten
| Foto | Naam                                   | Functie         | Type      | Werkperiode | Locatie                   | Stijl      | Verdere bijzonderheden                   |
| ---- | -------------------------------------- | --------------- | --------- | ----------- | ------------------------- | ---------- | ---------------------------------------- |
|      | Rectorale Kerk                         | Kerk            | Ontwerp   | 1852-53     | Steyl                     |            | Het plan van C. Weber kreeg de voorkeur. |
|      | Kerk Sint Petrus' Banden               | Kerk            | Ontwerp   | ~1858       | Gilze, Kerkstraat 116     | Neogotisch |                                          |
|      | Kerk                                   | Kerk            | Ontwerp   | 1860        | Doetinchem                |            |                                          |
|      | Onze-Lieve-Vrouwekerk                  | Kerk            | Ontwerp   | 1861        | Gouda                     |            |                                          |
|      | Sint Sebastiankerk                     | Kerk            | Ontwerp   | 1862-1863   | Eilendorf                 |            |                                          |
|      | Monument 1813                          | Monument        | Ontwerp   | 1863-1864   | Den Haag, Plein 1813      |            |                                          |
|      |                                        | Dubbel woonhuis | Ontwerpen | 1865        | Amsterdam, Vondelstraat 9 |            |                                          |
|      |                                        | Brug            | Ontwerpen | 1866-1867   | Roermond                  |            |                                          |
|      | Nieuwe of litéraire sociëteit de witte | Sociëteit       | Ontwerp   | 1868        | Den Haag, Plein 24        | Eclectisch |                                          |